# Ponte dell'Orco
Il Ponte dell'Orco è un arco naturale di roccia dolomitica, situato lungo il versante orientale del Monte Lefre, in Trentino-Alto Adige.

## Ubicazione
Interamente compreso nel comune di Ospedaletto, nella parte orientale della Valsugana, si attesta sul fianco settentrionale della Val Bronzale a circa 700 m s.l.m..
Il complesso geologico può essere raggiunto sia dal centro storico di Ospedaletto, seguendo l'apposito sentiero che si separa dalla strada forestale a nord del paese, sia dall'abitato di Ivano Fracena nel comune di Castel Ivano, come diramazione del sentiero S.A.T. nr. 329 per la vetta del Monte Lefre.
Il sentiero termina poco dopo aver attraversato il ponte da sud a nord, che quindi risulta transitabile a piedi.

## Descrizione
Dal punto di vista geologico, il ponte è formato da due piloni di roccia sulla cui sommità è collocato un masso di dolomia. La sua formazione è dovuta all'opera di erosione dell'acqua, che nel corso dei secoli ha formato una cosiddetta "tasca di erosione".
La spiegazione sulla sua formazione indica che lungo una precedente parete verticale, composta di Dolomia Principale, ci fossero delle spaccature che hanno permesso all'acqua di iniziare ad erodere delle zone composte da roccia più friabile, realizzando una nicchia di disgregazione. L'ampliarsi di questa nicchia ha via via accelerato il processo di scivolamento degli strati rocciosi più friabili, lasciando intatte solamente le rocce più dure e che ora compongono il ponte naturale.
Le dimensioni attuali del ponte sono:
- 72,5 metri di lunghezza calpestabile
- 60 metri di lunghezza dell'arco interno
- 4,5 metri di larghezza
- 50 metri di altezza dal suolo
- 12 metri di spessore minimo verticale nella zona centrale dell'arcata

## Laleggenda dell'Orco
Il ponte deve il suo nome alla leggenda popolare che la popolazione locale ha raccontato nei secoli per spiegarne la creazione.
La leggenda narra la storia di un pastore che una sera, rientrando al paese con il suo gregge, trovò la strada interrotta da un precipizio. Dopo un primo momento di preoccupazione, comparve da dietro un albero "un uomo lungo lungo, magro magro, con una folta barba e occhi color fuoco" che schernì il pastore, terrorizzandolo. L'orco malvagio propose all'uomo di far comparire immediatamente un ponte per permettere a lui e alle pecore di tornare a valle, in cambio però della sua anima. Il pastore accettò, e dopo che l'orco ebbe pronunciato alcune parole magiche, al posto del burrone era comparso un robusto ponte di roccia. Una volta rientrato al paese, e dopo aver accompagnato le pecore all'ovile, il pastore prese le sue cose e se ne andò per sempre da Ospedaletto.